# Luperolophus tenuecostatus
Luperolophus tenuecostatus is een keversoort uit de familie bladkevers (Chrysomelidae). De wetenschappelijke naam van de soort werd in 1876 gepubliceerd door Léon Marc Herminie Fairmaire.